# Cap Kennedy (Lancen)
Cap Kennedy is een compositie voor harmonieorkest van de Franse componist Serge Lancen. De eerste maanlanding op 20 juli 1969 inspireerde Serge Lancen tot het componeren van dit werk.
Het werk werd op langspeelplaat opgenomen door het Orchestre d'harmonie de la Police Nationale de Paris onder leiding van Pierre Bigot.